# Öcs
Öcs es un pueblo ubicado en el distrito de Ajka, en el condado de Veszprém, Hungría.

## Superficie
Posee una superficie de 13,70 kilómetros cuadrados.

## Demografía
Hasta 2019 la población era de 173 habitantes, con una densidad de población de 12,63 habitantes por kilómetro cuadrado.